# Станець
Ста́нець (болг. Станец) — село в Тирговиштській області Болгарії. Входить до складу общини Омуртаг.

## Населення
За даними перепису населення 2011 року у селі проживали 254 особи.
Національний склад населення села:
| Національність   | Кількість осіб | Відсоток |
| ---------------- | -------------- | -------- |
| турки            | 233            | 92,5%    |
| болгари          | 12             | 4,8%     |
| цигани           | 7              | 2,8%     |
| інша             | 0              | 0%       |
| не визначились   | 0              | 0%       |
| Всього відповіли | 252            |          |

Розподіл населення за віком у 2011 році:
Динаміка населення: